# Силверадо (филм)
Силверадо (енгл. Silverado) амерички је вестерн филм из 1985. у режији Лоренса Каздана.
Четири луталице стижу у мали погранични град и постају невероватни хероји у борби против моћне и похлепне ранчевске породице и корумпираног шерифа који је повезан са њиховим интересима.

## Радња
Док главни јунак по имену Емет спава у кабини, нападају га три непозната нападача, али их он све убија у краткој пуцњави. На путу за Силверадо, проналази Пејден, који је опљачкан и остављен да умре у пустињи.
Стигавши у Тарли, Емет и Пејден упознају Мала, још једног каубоја којег је шериф Џон Ленгстон отерао из града. Сазнају да је Џејк (Еметов брат) закључан у затворској ћелији и да чека погубљење због убиства човека. Након што Пејден наиђе и убије једног од мушкараца који су га опљачкали, бачен је у исту ћелију. Емет им помаже да побегну, а Мел се крије од шерифа Лангстона. Мел одлучује да се придружи групи и креће у Силверадо.
Успут помажу групи досељеника да врате украдени новац од лопова, а затим их прате до Силверада, где се путеви хероја разилазе. Емет и Џејк посећују своју сестру, чији их муж обавештава да ранчер Итан Мекендрик покушава да заузме терен тако што ће све легитимне подносиоце захтева отерати са земље. Пет година раније, Емет је био у затвору због убиства Мекендриковог оца, а сада сазнаје да је Мекендрик унајмио људе да покушају да га убију у колиби након пуштања на слободу.
Мал открива да је његов отац Езра остао сиромашан након што је његов дом спаљен, а његова земља опустошена стоком.
Силверадов шериф, Коб, Пејденов стари познаник који је на Мекендриковом платном списку, унајмљује Пејдена да чува коцкање у Кобовом салону. Салон води Стела, поштена жена која презире Коба и саосећа са Пејденом.
Мекендрикови људи убијају Езру, спаљују имање и киднапују Еметовог младог нећака, Огија. Стела тражи од Пејдена да помогне Малу, Емету и Џејку да све поправе. Скупљају Мекендрикову стоку да би обезбедили покриће за напад на његов ранч, убивши већину разбојника и ослободивши Огија. Међутим, Макендрик успева да побегне у Силверадо.
Четворица мушкараца враћају се у град да окончају корупцију. Џејка лови Тајри, Кобова десна рука, али Џејк успева да их надмудри и упуца. Мел спасава своју сестру Реј од Калвина Стенхоупа и смртно га убоде својим ножем. Емет и Мекендрик се боре на коњу, а Емет је успео да удари Мекендрика у главу и убије га. Пејден се супротставља Кобу у уличној тучи и убија га.
Коначно, пре одласка у Калифорнију, Емет и Џејк крећу на периферију града и опраштају се од своје сестре и њене породице. Мел и његова сестра се поново окупљају и одлучују да обнове породично имање. У међувремену, Пејден се нашао као нови шериф Силверада.